# Monkwearmouthsko-jarrowska opatija
Wearmouth-Jarrow je bio bivši dvostruki samostan u Engleskoj, smješten na rijeci Wear kraj Sunderlanda, odnosno na rijeci Tyne kraj Jarrowa. Danas je poznat kao "Opatijska crkva sv. Petra i sv. Pavla, Wearmouth-Jarrow" (eng.: The Abbey Church of Saint Peter and Saint Paul, Wearmouth-Jarrow). 

## Povijest
Samostan je osnovao u Monkwearmouthu godine 674. u Benedikt Biscop u namjeri da ga učini obrazovnim centrom koji bi tadašnjoj Kraljevini Nortumbriji širio službeni, odnosno rimski nauk Katoličke Crkva nasuprot dotadašnjem keltskom kršćanstvu. Godine 682. je kralj Ecgfrith bio toliko oduševljen samostanom, da je Benediktu poklonio dodatno zemljište u obližnjem Jarrowu za novi samostan; dva samostana, iako udaljena sedam milja, su se otada kroz povijest smatrali dijelom jedne cjeline. 
Samostani su bili prve engleske crkve sagrađene od kamena, a isto tako i prve građevine koje su imale staklo na prozorima; često ih se naziva kolijevkom engleske umjetnosti i književnosti pri čemu je za potonje najzaslužniji Beda Časni, jedan od najpoznatijih pisaca i povjesničara ranog srednjeg vijeka. Zlatno doba samostana je okončano vikinškim napadom 794. nakon čega je slijedilo konačno uništenje od strane Danaca 860. godine. Obnovljen je 1083., ali je služio tek kao omanja ćelija priorata Durhamske katedrale. Prestao je postojati kada je za vrijeme Reformacije kralj Henrik VIII. ukinuo samostane. Na mjestu samostana u Monkwearmouthu se nalazi župna crkva sv. Petra, dok je u Jarrowu muzej poznat kao "Bedin svijet".

## Vanjske poveznice
- Bede's World Website (engl.)
- Monkwearmouth Parish  Arhivirana inačica izvorne stranice od 13. rujna 2008. (Wayback Machine) (engl.)
- Wearmouth-Jarrow candidate World Heritage Site website  Arhivirana inačica izvorne stranice od 9. travnja 2004. (Wayback Machine) (engl.)
- "Age of Conquest". David Dimbleby.  Seven Ages of Britain. BBC 1.   33:38 minutes in.  Preuzeto 21 Nov 201. (engl.)